# Argentinsk trattkaktus
Argentinsk trattkaktus (Eriosyce strausiana) är en art inom trattkaktussläktet och familjen kaktusväxter, som har sin naturliga utbredning i Argentina.

## Beskrivning
Argentinsk trattkaktus är en klotformad kaktus som blir mellan 8 och 15 centimeter i diameter. Den är uppdelad i 12 till 14 åsar som är 1 centimeter höga. Längs åsarna sitter styva gråsvarta, uppåtböjda taggar, som består av 4 centraltaggar som blir upp till 3 centimeter långa. Runt dessa sitter 12 till 16 radiärtaggar som är kortare än centraltaggarna. Blommorna är blekgula till blekröda och blir upp till 5 centimeter i diameter. Frukten är grönaktig, oval och något täckt med ull.

## Underarter
E. strausiana ssp. strausiana
Beskriven enligt ovan.
E. strausiana ssp. pachacoensis (Rausch) Ferryman 2003
Klotformad och blir upp till 8 centimeter i diameter. Uppdelad i 13 åsar som i sin tur är uppdelade i vårtor. 8 till 12 radiärtaggar och 1 till 2 centraltaggar. Gula blommor som blir upp till 3,5 centimeter i diameter.

## Synonymer
E. strausiana ssp. strausiana
Echinocactus strausianus K.Schum. 1901
Pyrrhocactus strausianus (K.Schum.) A.Berger 1929
Neoporteria strausiana (K.Schum.) Donald & G.D.Rowley 1966
Echinocactus catamarcensis Speg. 1905
Malacocarpus catamarcensis (Speg.) Britton & Rose 1922
Pyrrhocactus catamarcensis (Speg.) F.Ritter 1959
Echinocactus sanjuanensis Speg. 1905
Pyrrhocactus sanjuanensis (Speg.) Backeb. 1939
Neoporteria sanjuanensis (Speg.) Donald & G.D.Rowley 1966
Pyrrhocactus vollianus Backeb. 1957
Neoporteria volliana (Backeb.) Donald & G.D.Rowley 1966
.Pyrrhocactus atrospinosus Backeb. 1963, nom. inval.
Pyrrhocactus setiflorus Backeb. 1963, nom. inval.
Neoporteria setiflorus (Backeb.) Donald & G.D.Rowley 1966, nom. inval.
Neoporteria backebergii Donald & G.D.Rowley 1966, nom. inval.
E. strausiana ssp. pachacoensis
Pyrrhocactus pachacoensis Rausch 1975
Eriosyce strausiana var. pachacoensis (Rausch) Katt. 1994
Pyrrhocactus platyacanthus F.Ritter 1980